# 岩貞祐太
岩貞 祐太（いわさだ ゆうた、1991年9月5日 - ）は、熊本県熊本市東区出身のプロ野球選手（投手）。左投左打。阪神タイガース所属。

## 経歴

### プロ入り前
熊本市立若葉小学校4年時に外野手として若葉小クラブで軟式野球を始めると、6年時には全国大会で準決勝に進出した。小学生時代は野球塾のプロフェッショナル・ベースボール・アカデミーに通い、今井譲二に指導を仰いでいた。
熊本市立必由館高校への進学後は、1年秋から一塁手兼投手としてベンチに入っていたが、在学中には甲子園球場での全国大会と縁がなかった。
横浜商科大学商学部への進学後は、1年春からベンチ入りを果たすと、2年時には日本代表として日米大学野球選手権大会に出場。4年時には、神奈川大学野球の秋季リーグで6勝を挙げ、最優秀投手賞とベストナインを獲得した。
2013年のプロ野球ドラフト会議では、1巡目で阪神タイガースと北海道日本ハムファイターズの2球団から指名。抽選の末に阪神が交渉権を獲得したため、契約金1億円プラス出来高5000万円、年俸1500万円（金額は推定）という条件で入団した。背番号は17。なお、大学の同期の西宮悠介も、同年のドラフト会議で東北楽天ゴールデンイーグルスから5巡目で指名を受けて入団している。

### 阪神時代

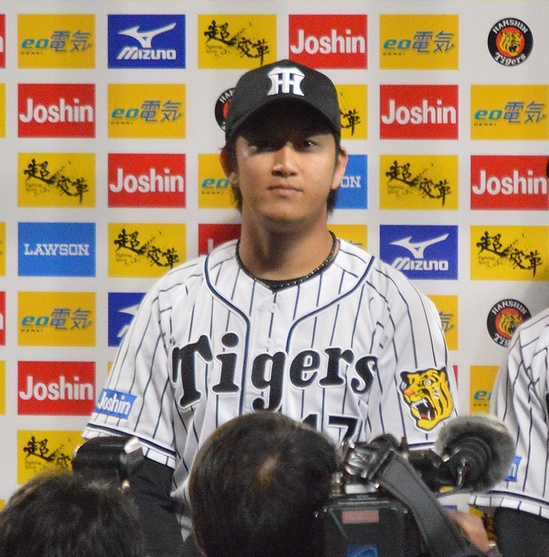
2016年 阪神甲子園球場

2014年には、春季キャンプ前の新人合同自主トレーニング中に、発熱で6日間静養。阪神にドラフト1位で入団した大学・社会人野球出身の新人投手では、2009年の蕭一傑以来5年ぶりに、二軍選手主体の「安芸組」で春季キャンプのスタートを切った。一軍選手が中心の「沖縄組」への昇格を経て、2月19日に楽天との練習試合で実戦デビューを果たしたが、登板直後に左肘痛を発症。さらに、その後の検査で遊離軟骨と靱帯損傷を併発しているリスクを指摘され、開幕を二軍で迎えた。一時はノースローで調整していたが、7月17日のフレッシュオールスターゲーム2回表に、ウエスタン・リーグ選抜の2番手投手として登板した（1回を無安打1奪三振）。8月10日の対広島東洋カープ戦（京セラドーム大阪）に先発投手として一軍公式戦に初めて登板すると、8月17日の対横浜DeNAベイスターズ戦（横浜スタジアム）で一軍初勝利・初先発勝利を記録した。一軍公式戦全体では、6試合の登板で、1勝4敗、防御率4.60という成績を残した。
2015年には、自身と同期入団の岩崎優と一軍先発6番手の座を争った末に、開幕を二軍で迎えた。岩崎が一軍で不調だったため、5月24日の対DeNA戦（横浜）に先発投手としてシーズン初の一軍公式戦登板を果たすと、6月4日の対千葉ロッテマリーンズ戦（阪神甲子園球場）でシーズン初勝利。この勝利は、甲子園球場での一軍公式戦における自身初勝利でもあった。一軍公式戦全体では、5試合の登板で1勝1敗、防御率4.35を記録。シーズン終了後に参加した台湾でのウィンターリーグでは、5試合の先発登板で2勝0敗、防御率0.53という好成績を残した末に、投手部門のMVPを獲得した。
2016年には、「沖縄組」で参加した春季キャンプの終盤に、左肩の違和感を訴えた。しかし、3月のオープン戦やウエスタン・リーグ公式戦で好投を続けたことから、一軍公式戦の開幕先発6番手の座を確保。一軍でのシーズン初登板であった4月2日の対DeNA戦（横浜）では、先発として7回を無失点に抑えてシーズン初勝利を挙げた。この試合から4月9日の対広島東洋カープ戦（甲子園）まで、2試合連続でプロ入り後自己最多の12奪三振を記録。4月16日の対中日ドラゴンズ戦（ナゴヤドーム）でも10奪三振を記録し、シーズン初登板からの一軍公式戦3試合連続2桁奪三振を達成した。この記録は、NPBの球団に在籍する左腕投手および、セントラル・リーグでは初めての事例である。5月27日の対読売ジャイアンツ（東京ドーム）戦では、巨人戦に初めて登板した投手では球団史上初めて、1-0のスコアでプロ初完投・初完封勝利を記録した。セ・パ交流戦期間中からは不調で、6月上旬からの1か月間の先発登板では、5試合中3試合相手打者に満塁本塁打を献上した。オールスターゲームにセ・リーグの監督推薦選手として初めて選出されると、7月16日の第2戦（横浜）で2番手投手として初登板を果たした。9月には先発登板4試合で全勝し、防御率0.58という好成績を記録、セ・リーグ投手部門の月間MVPを初めて受賞した。チームのレギュラーシーズン最終戦だった10月1日の対巨人戦（甲子園）で自身初のシーズン10勝を達成し、自身の連勝を5に伸ばした。同年は巨人戦で、3勝無敗、防御率0.58という好成績を残した。オフの12月1日に2400万円増となる推定年俸4000万円で契約を更改した。
2017年には、ワールド・ベースボール・クラシック日本代表の予備登録メンバーに選出。レギュラーシーズンの開幕前に催された本大会の指名投手枠に入ったため、日本代表が投手を入れ替える目的でこの枠を利用した場合には、2次ラウンド以降に代表へ招集される可能性があった。ただし、実際には利用はなく、本大会への出場は見送られた。レギュラーシーズンでは、4月1日に広島との開幕カード第2戦（MAZDA Zoom-Zoom スタジアム広島）で先発に起用。5回5失点という内容ながら、勝敗は付かなかった。次に登板した4月7日の対巨人戦（甲子園）でカード初黒星を喫し、前年からの自身の連勝は5で途切れたが、4月18日の対中日戦（ナゴヤドーム）でシーズン初勝利を挙げた。しかし、5月10日の対巨人戦（東京ドーム）でプロ入り後初めての1試合4被本塁打を記録したほか、先発登板で序盤に失点する試合が続き、5月下旬には自身2シーズンぶりの二軍調整を余儀なくされた。7月上旬に一軍へ復帰したが、8月8日の対巨人戦（東京ドーム）では、初回から2イニング続けて1点ずつ失うなど4回6失点という内容で降板。3回裏には「1イニングに（敬遠気味の1四球を含む）5与四球」という球団ワーストタイ記録により4失点し、降板後には一軍監督の金本知憲から即刻帰阪を命じられ、出場選手登録の抹消を告げられた。9月に一軍へ復帰したものの、レギュラーシーズン全体では5点台近い防御率で2桁敗戦を喫するなど振るわず、チームがレギュラーシーズン2位で臨んだクライマックスシリーズでの登板にも至らなかった。オフの12月1日に500万円減となる推定年俸3500万円で契約を更改した。
2018年には、オープン戦の終盤まで一軍の開幕先発ローテーション入りを争うほど復調した末に、一軍公式戦でのシーズン初登板であった4月15日の対東京ヤクルトスワローズ戦（甲子園）でシーズン初勝利を挙げた。6月30日の対ヤクルト戦（明治神宮野球場）では、1回裏に7球を投げただけで、2番打者・青木宣親への危険球（頭部死球）によって退場処分。6月1日の対埼玉西武ライオンズ戦（メットライフドーム）では完投しながら0-2で黒星を喫するなど、好投しても打線の援護に恵まれないことが相次いだ。6月末までの勝利数は3勝にとどまったものの、10試合の登板で防御率1.88を記録するなど投球内容が安定していたことから、地元・熊本市内のリブワーク藤崎台球場で初めて開催されたオールスターゲームにはセ・リーグの監督推薦選手として2年ぶりに出場した。後半戦も先発陣の一角で好投を続けたものの、2年連続の2桁敗戦（7勝10敗）でシーズンを終了。その一方で、11月の日米野球では、日本代表トップチームでのプレーを初めて経験した。当初28人だった代表チームのベンチ入り選手数が29人へ拡大したことに伴う追加招集ながら、阪神の選手からただ1人の選出で、アメリカ代表のMLBオールスターチームを相手に中継ぎで大きな収穫を得た。オフの12月6日に300万円増となる推定年俸3800万円で契約を更改した。
2019年には、レギュラーシーズンの開幕から一軍の先発ローテーションに入ると、3月30日にはヤクルトとの開幕カード第2戦（京セラドーム大阪）でシーズン初勝利を挙げた。しかし、5月上旬にインフルエンザへ感染したことを皮切りに、右脇腹の肉離れや背中の張りに見舞われた。レギュラーシーズン最終盤の9月に一軍へ復帰したものの、一軍公式戦全体では、8試合の登板で2勝4敗、防御率4.02にとどまった。オフの12月5日に600万円減となる推定年俸3200万円で契約を更改した。
2020年には、春季キャンプの途中まで先発向けの調整に入っていた。前年まで一軍のセットアッパーとして活躍してきた岩崎がキャンプの終盤に右足の張りを訴えたことをきっかけに、矢野燿大監督曰く「（チーム事情に応じて先発にも救援にも起用できる）ジョーカー」のような扱いで、中継ぎ向けの調整を開始。オープン戦でも1イニング単位の中継ぎ登板で好投を続けていたが、左のエース候補と目されている髙橋遥人のコンディション不良などから、結局はレギュラーシーズンの開幕を一軍の先発要員として迎えた。先発では、開幕から7試合の登板で2勝2敗、防御率3.51を記録。もっとも、シーズン2敗目を喫した8月10日の対DeNA戦（横浜）では、3失点を喫して4回で降板したばかりか、DeNAの救援投手・国吉佑樹から勝ち越しの2点二塁打を打たれた。この試合での投球内容に捕手出身の矢野監督が「チームの士気が上がらない」と苦言を呈したことや、一軍の中継ぎを担える左投手がベテランの能見篤史しかいないことから、一軍のブルペンを預かる金村曉投手コーチの方針で中継ぎへ本格的に転向。8月15日の対広島戦（京セラドーム大阪）で一軍公式戦初の救援登板を経験したことを皮切りに、中継ぎで登板を重ねるとともに、試合状況に応じて複数のイニングを随時任されている。28日からマツダスタジアムで催された同カードでは、3試合全てで救援登板を果たした。29日の第2戦で自身初の救援勝利を挙げると、翌30日の第3戦でも好救援で勝利投手になった。救援で5勝1敗、防御率3.00の成績を残す。オフの12月18日に1500万円増となる推定年俸4700万円で契約を更改した。
2021年は左の中継ぎとして役目を全うし、46試合に登板、4勝12ホールドを記録した。
2022年は開幕を二軍で迎えたが、4月9日に一軍昇格。この年は自己最多となる53試合に登板、防御率2.57と安定した投球を見せた。シーズン終了後の契約更改で、この年取得したFA権を行使せずに残留、新たに3年総額3億円（金額は推定）で契約に合意し、背番号を14に変更した。
2023年は左肩の張りを訴え、開幕を二軍で迎えたが、4月12日に出場選手登録された。6月3日終了時点で20試合に登板、防御率2.08の成績であったが、同月4日に首の張りで出場選手登録を抹消。同月14日に一軍に合流すると、7月9日の対ヤクルト戦（甲子園）で8回表から2番手で登板し、1回無失点で勝利投手となり、プロ入り1年目から10年連続勝利を記録した。同月15日の対中日戦（甲子園）では2点リードで迎えた9回表に自身初となるセーブ機会で登板したが、岡林勇希に同点2点適時打を打たれ、初セーブはおあずけとなった。シーズン通算では2年連続50試合に登板し、1勝0敗、防御率2.70、チームトップの24ホールドの成績を残した。ポストシーズンでは、広島とのCSファイナルステージに1試合、オリックス・バファローズとの日本シリーズに2試合に登板した。オフの12月3日に3年契約2年目で現状維持となる推定年俸1億円で契約を更改した。
2024年は3月9日のヤクルトとのオープン戦（甲子園）で7回に登板するが、1回3与四死球3失点と結果を残せなかった。ウエスタン・リーグでは21試合の登板で防御率1.45を記録すると、7月30日に一軍昇格。8月1日の対巨人戦（甲子園）で7回表にシーズン初登板し、1回無失点に抑えるが、同月3日の対DeNA戦（横浜）では4-4の同点で迎えた7回裏に2番手で登板し、2/3回を2失点で敗戦投手となり、同月9日に出場選手登録を抹消された。その後の同シーズンの一軍登板はなく、シーズン通算では0勝1敗、防御率5.40、自己最少となる2試合の登板に終わった。オフの11月22日に3年契約3年目で現状維持となる推定年俸1億円で契約を更改した。

## 選手としての特徴
最速154 km/hのストレートと、130 km/h台のカット・ファスト・ボールを主体に、打者の内角を鋭く衝く投球が特徴。カーブ、スライダー、チェンジアップなどの変化球で、緩急を付けることもある。
阪神入団後の実戦登板で制球難が露呈したことを受けて、2015年のシーズン途中からは、マウンド上で従来より三塁寄りの位置から投球することによって制球力を向上。2016年1月の合同自主トレーニングでは、チームメイトの能見篤史から、能見の勝負球であるフォークボールの投げ方やチェンジアップを生かす配球術を学んだ。

## 人物
2015年11月23日に、大学時代から交際していた女性との結婚を発表した。奇しくも当日には、大学時代のチームメイトであった西宮の結婚も報じられている。
2016年4月の熊本地震で熊本市内の実家が被災。実家に住む岩貞の家族や、実家の近隣の益城町に住む親戚が、前震発生（4月14日）の直後から避難生活を余儀なくされている。4月16日の未明には本震が発生したが、岩貞は当初の予定通りに、当日の午後にナゴヤドームでの中日戦へ先発で登板。10奪三振、4被安打、無失点という内容で7回まで好投した（試合は降板後の9回裏に阪神がサヨナラ負け）。岩貞は試合後に、「試合直前まで（家族や親戚のことが）心配でうまく集中できなかったのですが、『守備陣や捕手が必死で守っているのに、全力で行かないと失礼になる』と（思って気持ちを）切り替えました」という表現で心境を吐露。その直後には、選手会による合同募金活動に参加したり、避難所に向けて支援物資を送ったりしていた。2017年シーズンからは、一軍公式戦で1勝を挙げるたびに10万円の義援金をシーズン終了後に熊本県へ寄付することや、相手打者から三振1個を奪うたびに益城町の少年野球チームへ1ダース分の軟球を寄贈することにも取り組んでいる。

## 詳細情報

### 年度別投手成績
| 年 度      | 球 団      | 登 板 | 先 発 | 完 投 | 完 封 | 無 四 球 | 勝 利 | 敗 戦 | セ 丨 ブ | ホ 丨 ル ド | 勝 率 | 打 者 | 投 球 回 | 被 安 打 | 被 本 塁 打 | 与 四 球 | 敬 遠 | 与 死 球 | 奪 三 振 | 暴 投 | ボ 丨 ク | 失 点 | 自 責 点 | 防 御 率 | W H I P |
| ---------- | ---------- | ----- | ----- | ----- | ----- | -------- | ----- | ----- | -------- | ----------- | ----- | ----- | -------- | -------- | ----------- | -------- | ----- | -------- | -------- | ----- | -------- | ----- | -------- | -------- | ------- |
| 2014       | 阪神       | 6     | 6     | 0     | 0     | 0        | 1     | 4     | 0        | 0           | .200  | 127   | 29.1     | 24       | 2           | 15       | 0     | 0        | 21       | 0     | 0        | 18    | 15       | 4.60     | 1.33    |
| 2015       | 阪神       | 5     | 5     | 0     | 0     | 0        | 1     | 1     | 0        | 0           | .500  | 95    | 20.2     | 24       | 2           | 11       | 0     | 2        | 11       | 3     | 0        | 12    | 10       | 4.35     | 1.69    |
| 2016       | 阪神       | 25    | 25    | 2     | 2     | 0        | 10    | 9     | 0        | 0           | .526  | 644   | 158.1    | 119      | 10          | 55       | 2     | 3        | 156      | 6     | 0        | 56    | 51       | 2.90     | 1.10    |
| 2017       | 阪神       | 18    | 18    | 0     | 0     | 0        | 5     | 10    | 0        | 0           | .333  | 428   | 98.0     | 93       | 14          | 44       | 0     | 4        | 93       | 3     | 0        | 56    | 54       | 4.96     | 1.40    |
| 2018       | 阪神       | 23    | 23    | 1     | 0     | 0        | 7     | 10    | 0        | 0           | .412  | 554   | 132.0    | 128      | 18          | 32       | 0     | 1        | 122      | 1     | 0        | 56    | 51       | 3.48     | 1.21    |
| 2019       | 阪神       | 8     | 8     | 0     | 0     | 0        | 2     | 4     | 0        | 0           | .333  | 173   | 40.1     | 43       | 4           | 15       | 0     | 0        | 33       | 0     | 0        | 19    | 18       | 4.02     | 1.44    |
| 2020       | 阪神       | 38    | 8     | 0     | 0     | 0        | 7     | 3     | 0        | 8           | .700  | 298   | 71.0     | 67       | 7           | 23       | 1     | 0        | 63       | 3     | 0        | 32    | 26       | 3.30     | 1.27    |
| 2021       | 阪神       | 46    | 0     | 0     | 0     | 0        | 4     | 0     | 0        | 12          | 1.000 | 174   | 38.2     | 42       | 4           | 14       | 2     | 3        | 33       | 1     | 0        | 21    | 20       | 4.66     | 1.45    |
| 2022       | 阪神       | 53    | 0     | 0     | 0     | 0        | 2     | 1     | 0        | 11          | .667  | 176   | 42.0     | 34       | 1           | 12       | 1     | 2        | 38       | 1     | 0        | 16    | 12       | 2.57     | 1.10    |
| 2023       | 阪神       | 50    | 0     | 0     | 0     | 0        | 1     | 0     | 0        | 24          | 1.000 | 177   | 43.1     | 36       | 2           | 12       | 1     | 2        | 30       | 0     | 0        | 15    | 13       | 2.70     | 1.11    |
| 2024       | 阪神       | 2     | 0     | 0     | 0     | 0        | 0     | 1     | 0        | 0           | .000  | 9     | 1.2      | 1        | 0           | 2        | 1     | 1        | 2        | 0     | 0        | 2     | 1        | 5.40     | 1.80    |
| 通算：11年 | 通算：11年 | 274   | 93    | 3     | 2     | 0        | 40    | 43    | 0        | 55          | .482  | 2855  | 675.1    | 611      | 64          | 235      | 8     | 18       | 602      | 18    | 0        | 303   | 271      | 3.61     | 1.25    |

- 2024年度シーズン終了時

### 年度別守備成績
| 年 度 | 球 団 | 投手  | 投手  | 投手  | 投手  | 投手  | 投手     |
| 年 度 | 球 団 | 試 合 | 刺 殺 | 補 殺 | 失 策 | 併 殺 | 守 備 率 |
| ----- | ----- | ----- | ----- | ----- | ----- | ----- | -------- |
| 2014  | 阪神  | 6     | 2     | 5     | 0     | 0     | 1.000    |
| 2015  | 阪神  | 5     | 0     | 2     | 0     | 0     | 1.000    |
| 2016  | 阪神  | 25    | 7     | 27    | 1     | 2     | .971     |
| 2017  | 阪神  | 18    | 4     | 19    | 1     | 0     | .958     |
| 2018  | 阪神  | 23    | 10    | 23    | 2     | 2     | .943     |
| 2019  | 阪神  | 8     | 1     | 7     | 0     | 0     | 1.000    |
| 2020  | 阪神  | 38    | 4     | 11    | 2     | 1     | .882     |
| 2021  | 阪神  | 46    | 2     | 10    | 0     | 0     | 1.000    |
| 2022  | 阪神  | 53    | 2     | 8     | 1     | 0     | .909     |
| 2023  | 阪神  | 50    | 1     | 8     | 1     | 0     | .900     |
| 2024  | 阪神  | 2     | 0     | 2     | 0     | 0     | 1.000    |
| 通算  | 通算  | 274   | 33    | 122   | 8     | 5     | .951     |

- 2024年度シーズン終了時

### 表彰
- 月間MVP：1回（投手部門：2016年9月）

### 記録
投手記録
- 初登板・初先発登板：2014年8月10日、対広島東洋カープ16回戦（京セラドーム大阪）、4回4失点（自責点3）で敗戦投手
- 初奪三振：同上、1回表にブラッド・エルドレッドから空振り三振
- 初勝利・初先発勝利：2014年8月17日、対横浜DeNAベイスターズ16回戦（横浜スタジアム）、5回2/3を2失点
- 初完投・初完封勝利：2016年5月27日、対読売ジャイアンツ8回戦（東京ドーム）
- 初ホールド：2020年9月1日、対東京ヤクルトスワローズ13回戦（阪神甲子園球場）、1回無失点[91]

打撃記録
- 初打席：2014年8月10日、対広島東洋カープ16回戦（京セラドーム大阪）、3回裏に福井優也から空振り三振
- 初安打：2016年4月2日、対横浜DeNAベイスターズ2回戦（横浜スタジアム）、7回表に久保康友から中前安打
- 初打点：2016年9月11日、対東京ヤクルトスワローズ24回戦（明治神宮野球場）、6回表に村中恭兵から左前適時打

その他の記録
- オールスターゲーム出場：2回（2016年、2018年）

### 背番号
- 17（2014年[11] - 2022年）
  - 21（2018日米野球）
- 14（2023年[63] - ）

### 代表歴
- 2018日米野球

## 関連情報

### 出演
CM
- 上新電機（2017年2月 - 2019年1月）
  - 2016年から出演していたチームメイトの上本博紀および、藤浪晋太郎（2018年から秋山拓巳）と共演。広告などのイメージキャラクターも務めていた。